# Rudolf Podolák
Rudolf Podolák (* 12. září 1942) je bývalý slovenský fotbalista, záložník.

## Fotbalová kariéra
V československé lize hrál za ZVL Žilina. Nastoupil v 203 ligových utkáních a dal 10 gólů.

## Ligová bilance
| Ročník                                   | Zápasy | Góly | Klub       |
| ---------------------------------------- | ------ | ---- | ---------- |
| 1. československá fotbalová liga 1966/67 | 26     | 5    | ZVL Žilina |
| 1. československá fotbalová liga 1967/68 | 17     | 2    | ZVL Žilina |
| 1. československá fotbalová liga 1968/69 | 22     | 1    | ZVL Žilina |
| 1. československá fotbalová liga 1969/70 | 30     | 1    | ZVL Žilina |
| 1. československá fotbalová liga 1971/72 | 23     | 0    | ZVL Žilina |
| 1. československá fotbalová liga 1972/73 | 29     | 0    | ZVL Žilina |
| 1. československá fotbalová liga 1973/74 | 28     | 1    | ZVL Žilina |
| 1. československá fotbalová liga 1974/75 | 28     | 0    | ZVL Žilina |
| CELKEM 1. liga                           | 203    | 10   |            |